# Улица Кипренского (Ломоносов)
Улица Кипре́нского — улица в городе Ломоносове Петродворцового района Санкт-Петербурга, в историческом районе Мартышкино. Проходит от Полевой улицы и Заводской улицы возле железнодорожной станции Мартышкино за Ивановскую улицу.
Участок от станции Мартышкино до улицы Связи со второй половины XIX века входил в состав Лесной улицы, ныне расположенной на другой стороне Балтийской железнодорожной линии.
Улицей Кипренского участок Лесной улицы, а также продолжающий её безымянный участок стали в 1950-х годах — в честь художника О. А. Кипренского, родившегося поблизости от Ораниенбаума.

## Перекрёстки
- Заводская улица / Полевая улица
- улица Труда
- Октябрьская улица
- улица Связи
- Павловский проспект
- Ивановская улица